# Конституция Автономной Республики Крым
Конституция Автономной Республики Крым — основополагающий нормативно-правовой акт о статусе Автономной Республики Крым (АРК), принятый на второй сессии Верховной Рады АРК 21 октября 1998 года и вступивший в силу 11 января 1999 года.
С 17 марта по 11 апреля 2014 года, во время и после непризнанного бо́льшей частью международного сообщества аннексии Крыма Россией власти новообразованной Республики Крым продолжали применять Конституцию АР Крым, заменив затем её на Конституцию Республики Крым.

## История
20 января 1991 года состоялся общекрымский референдум, на вопрос «Вы за воссоздание Крымской Автономной Советской Социалистической Республики как субъекта Союза ССР и участника Союзного договора?» положительно ответили 93,26 % участвовавших в голосовании, явка составила 81,37 %. В феврале 1991 года с принятием закона УССР «О восстановлении Крымской АССР» Крымской области был предоставлен статус Автономной Советской Социалистической Республики.
5 мая 1992 года Верховный Совет Автономной Республики Крым принял декларацию «Акт о провозглашении государственной самостоятельности Республики Крым». 6 мая 1992 года была принята Конституция Республики Крым. Эти документы противоречили тогдашнему законодательству Украины, они были отменены Верховной Радой Украины только 17 марта 1995 года после затяжных конфликтов в Крыму. Впоследствии Президент Украины Леонид Кучма подписал ряд указов, которые определяли статус органов власти АРК.
1 ноября 1995 года новая Конституция Автономной Республики Крым была принята Верховным Советом Крыма, и утверждена Верховной Радой Украины 4 апреля 1996 года, за исключением преамбулы, некоторых частей и названий «Гражданин (граждане) Республики Крым», «Народа Крыма», «Республика Крым». Она вновь провозгласила Верховную Раду АРК законодательным органом и определила порядок выборов депутатов в неё. Поскольку эти нормы противоречили новой Конституции Украины 1996 года, возникла необходимость определения статуса АРК, эта задача была решена принятием Конституции АРК в 1998 году.
21 октября 1998 года Конституция Автономной Республики Крым была принята на второй сессии Верховного Совета Автономной Республики Крым в соответствии с Конституцией Украины и Законом Украины от 10 февраля 1998 года «О Верховном Совете Автономной Республики Крым». Введена в действие в порядке, предусмотренном Законом Украины «Об утверждении Конституции Автономной Республики Крым», принятым Верховной Радой Украины 23 декабря того же года.
После аннексии Крыма Российской Федерацией началась работа по созданию новой конституции республики. 27 марта 2014 года глава Конституционной комиссии Республики Крым Григорий Иоффе сообщил, что проект Конституции Республики Крым будет подготовлен через две недели.11 апреля на внеочередном заседании Госсовета была утверждена Конституция Республики Крым.

## Положения Конституции

### Структура Конституции Автономной Республики Крым
- Раздел I. Общие положения.
  - Глава 1. Конституционные основы статуса и полномочий Автономной Республики Крым, принципы и гарантии Автономной Республики Крым.
  - Глава 2. Территория, символы и столица Республики Крым.
  - Глава 3. Обеспечение прав и свобод граждан Украины, прав национальностей в Автономной Республике Крым.
  - Глава 4. Обеспечение безопасных и здоровых условий жизни населения. Охрана окружающей природной среды.
- Раздел II. Полномочия Автономной Республики Крым.
  - Глава 5. Основные полномочия Автономной Республики Крым.
- Раздел III. Верховная Рада Автономной Республики Крым, Совет министров Автономной Республики Крым. Правосудие и прокуратура в Автономной Республике Крым.
  - Глава 6. Верховная Рада Автономной Республики Крым.
  - Глава 7. Совет министров Автономной Республики Крым.
  - Глава 8. Правосудие и органы прокуратуры в Автономной Республике Крым.
- Раздел IV. Местное самоуправление в Автономной Республике Крым.
  - Глава 9. Осуществление местного самоуправления в Автономной Республике Крым.
- Раздел V. Гарантии статуса и полномочий Автономной Республики Крым.

### Статус Крыма
Согласно ст. 1 «Статус Автономной Республики Крым, Верховной Рады Автономной Республики Крым и Совета министров Автономной Республики Крым» Автономная Республика Крым является неотъемлемой составной частью Украины и в пределах полномочий, определённых Конституцией Украины, решает вопросы, отнесённые к её ведению.
В соответствии со ст. 2 Конституции Крыма в случае противоречия положений нормативно-правовых актов Верховной Рады Автономной Республики Крым и актов Совета министров Автономной Республики Крым Конституции Украины, законам Украины действуют положения Конституции Украины, законов Украины.

### Статус русского языка в Автономной Республике Крым
Согласно статье 10 Конституции Крыма «Обеспечение функционирования и развития государственного языка, русского, крымскотатарского и других национальных языков в Автономной Республике Крым» в Автономной Республике Крым наряду с государственным языком обеспечивается функционирование и развитие, использование и защита русского, крымскотатарского, а также языков других национальностей. Русский язык как язык большинства населения в Автономной Республике Крым и приемлемый для межнационального общения используется во всех сферах общественной жизни.